# بول مويا
بول مويا (بالكتالونية: Pol Moya Betriu)‏ هو عداء مسافات متوسطة أندوري، ولد في 9 ديسمبر 1996 في أندورا لا فيلا في أندورا.

## وصلات خارجية
- بول مويا على موقع الاتحاد الدولي لألعاب القوى (الإنجليزية)
- بول مويا على موقع الاتحاد الأوروبي لألعاب القوى (الإنجليزية)
- بول مويا على موقع اللجنة الأولمبية الدولية (الإنجليزية)
- بول مويا على موقع أوليمبيديا (الإنجليزية)